# Laurent Chevallier
Pour l’article ayant un titre homophone, voir Laurent Chevalier.
Laurent Chevallier est un directeur de la photographie et réalisateur français né le 6 juin 1955.

## Biographie
Né à Paris de parents originaires de Grenoble, Laurent Chevallier découvre très jeune l'escalade à Fontainebleau en accompagnant ses parents membres du Groupe Universitaire de Montagne et de Ski (GUMS) tous les week-ends.[réf. souhaitée]
Ancien élève de l'École Louis-Lumière (Promotion « Cinéma » 1976), Laurent Chevallier commence sa carrière comme assistant-caméra, avant de travailler comme cadreur et chef-opérateur.
Il commence sa carrière en réalisant des films d'aventure, notamment autour de l'escalade et de l'alpinisme. Il participe en 1989 à la première comédie-musicale "verticale" avec Patrick Berhault dans le rôle principal.
Il réalise des documentaires pour la télévision à partir des années 1990, période au cours de laquelle il tourne également son premier long métrage de fiction, L'Enfant noir (sorti en 1995).

## Filmographie

### Réalisateur

#### Courts-métrages
- 1979 : Une souris et des hommes
- 1981 : Dévers
- 1983 : Serac
- 1986 : La lumière du rocher, avec Pierre Allain
- 1989 : Grimpeur étoile, avec Patrick Berhault

#### Longs-métrages
- 1991 : Au sud du Sud
- 1992 : Djembefola
- 1995 : L'Enfant noir
- 1997 : Les Enfants du voyage
- 2000 : Circus Baobab
- 2002 : La vie sans Brahim
- 2002 : Voyage au pays des peaux blanches
- 2006 : Momo le doyen, avec Momo Wandel Soumah
- 2008 : Expérience africaine
- 2009 : La Pépinière du désert
- 2014 : Pour de vrai, pour de faux
- 2024 : Les amants du grès, avec Charles Albert

### Directeur de la photographie
- 1977 : Nucléaire danger immédiat de Serge Poljinsky
- 1979 : Yezh Ar Vezh, la langue de la honte
- 1983 : Serac
- 1986 : Y a pas de malaise
- 1986 : Christophe de Nicolas Philibert
- 1987 : Trilogie pour un homme seul de Nicolas Philibert
- 1989 : Grimpeur étoile
- 1991 : Au sud du Sud
- 1992 : Djembefola
- 1995 : L'Enfant noir
- 1997 : Les Enfants du voyage
- 2000 : Circus Baobab
- 2002 : La vie sans Brahim
- 2002 : Voyage au pays des peaux blanches
- 2006 : Momo le doyen
- 2008 : Expérience africaine
- 2009 : La Pépinière du désert
- 2014 : Pour de vrai, pour de faux
- 2024 : Les amants du grès

### Assistant opérateur
- 1978 : Poker menteuses et revolver matin de Christine Van de Putte
- 1980 : Retour à Marseille de René Allio
- 1981 : Diva de Jean-Jacques Beineix
- 1983 : Le Mur de Yılmaz Güney

### Cadreur
- 1980 : Overdon de Jean-Paul Janssen
- 1981 : OverIce de Jean-Paul Janssen
- 1981 : Oversand de Jean-Paul Janssen
- 1982 : Ballade à blanc de Bertrand Gauthier
- 1984 : La Vengeance du serpent à plumes de Gérard Oury
- 1984 : Gaspard de la Meije de Bernard Choquet
- 1985 : Les Spécialistes de  Patrice Leconte
- 1986 : Mon beau-frère a tué ma sœur de Jacques Rouffio
- 1987 : Fucking Fernand de Gérard Mordillat
- 1988 : Une histoire de vent de Joris Ivens